# Resclosa de Saladic
La Resclosa de Saladic és un petit embassament que pertany a la riera de Sant Joan, creat per una petita presa d'obra, situada en el terme municipal de Monistrol de Calders, al Moianès.
Fou construïda en època indeterminada per tal de dur aigua al Molí de Saladic i als Horts de Saladic; la conducció d'aigua en bona part és soterrada, i travessa tot el Camp de l'Illa pel seu costat de ponent.